# Мотонис, Николай Николаевич
Николай Николаевич Мотонис (Мадонис; ?—1787) — писатель XVIII века. 
Родился на Левобережной Украине, по происхождению — из нежинских греков. Воспитанник Киевской академии, в 1747 году отправился за границу и учился в Лейпциге. По возвращении в Российскую империю, был преподавателем при Академической гимназии в Санкт-Петербурге, позже — членом Академии наук.
Мотонис участвовал в «Ежемесячных Сочинениях» Миллера и в «Трудолюбивой пчеле» 1759 года. В 1762 году был привлечён в Комиссию нового Уложения с обязанностью также и правки корректур, «когда оное Уложение печататься будет». В 1764 году был награждён чином коллежского асессора и 4 мая 1764 года определён на должность секретаря Герольдмейстерской конторы Сената.
Современники высоко ценили лингвистические способности Мотониса. А. П. Сумароков в своём труде «О правописании» назвал его в числе самых тонких стилистов.